# Barry Smith (batterista)
Barry Smith (Bellingham, 20 marzo 1946 – Londra, 12 aprile 2017) è stato un batterista e percussionista statunitense noto per essere stato membro di molte rock band tra gli anni sessanta e ottanta, tra cui Soulhat e Status Quo.

## Biografia
Trasferitosi adolescente a Londra con la famiglia, fu membro della band Status Quo giovanissimo. Uscitone appena due anni dopo, e non essendo stato contattato da altri gruppi, decise di trasferirsi a Austin, dove suonò con molte band locali. Nel 1995 inizia una collaborazione con Jimmy Vaughan.
Nel 2002 Smith ebbe gravi problemi di salute e fu ricoverato dopo un concerto a causa di un'insufficienza cardiaca, che lo costrinse al ritiro definitivo dall'attività live.
Morì a Londra nel 2017, all'età di 71 anni.

## Discografia

### Solista
- 1981 - Plain from the Heart
- 1999 - A Day in the Life

### Con gli Sweethoog
- 1972 - Halleluja
- 1994 - Good to Be Gone
- 1998 - Soulhat

### Con i Sunspot
- 1990 - KUT

### Collaborazioni
- 1999 - Gary Primich - Botheration
- 2001 - John Jordan - Only One
- 2001 - Gary Primich - Dog House Music
- 2004 - Albert Cummings - True to Yourself
- 2006 - Fiona Boyes - Lucky 13